# Andreu Van den Eynde i Adroer
Andreu Van den Eynde i Adroer (París, 1975) és un advocat català.
Fill del polític trotskista Artur van den Eynde i de l'arquitecta Montserrat Adroer i Tasis. Va néixer a París, on el seu pare estava refugiat de la persecució de la policia franquista. És llicenciat en dret per la Universitat Pompeu Fabra. Es va col·legiar al Col·legi d'Advocats de Barcelona el 1998. És especialista en dret penal i és conegut per ser l'advocat d'Oriol Junqueras i Raül Romeva en el judici al procés independentista català. El seu telèfon fou un dels intervinguts durant l'escàndol del Catalangate.